# Rijksstad Augsburg
De Rijksstad Augsburg was een tot de Zwabische Kreits behorende rijksstad binnen het Heilige Roomse Rijk.
De stad werd gesticht in 15 v.Chr. tijdens de regering van de Romeinse keizer Augustus als garnizoensplaats genaamd Augusta Vindelicorum.
Reeds in de vierde eeuw was Augsburg de zetel van een bisschop. In de negende eeuw is er naast de kathedraal ook een klooster. In de eerste helft van de elfde eeuw ontwikkelt zich tussen de kathedraal en Sankt Moritz een nederzetting van kooplieden. De burgerlijke stad die zich hieruit ontwikkelt staat onder een bisschoppelijke burggraaf. Keizer Lotharius III verwoest de stad die aan de zijde van de Hohenstaufen staat in 1132 grondig. Het herstel laat niet lang op zich wachten. Keizer Frederik I Barbarossa verleent de stad in 1156 stadsrechten, waarbij de macht van de bisschop verkleind wordt.
Na 1168 wordt de bisschoppelijke voogd vervangen door een keizerlijke. Tegen het jaar 1200 worden de domstad, de burgerstad, het kloostergebied van Sankt Moritz en het kloostergebied van Sankt Ulrich door een gemeenschappelijke muur omgeven.
In 1250 komt de stad in opstand tegen de bisschop en dwingt de alleenheerschappij over de stadsmuren en het belastingrecht af.
De stad stelt zelf stadsrechten op, die 9 maart 1276 bevestigd worden door koning Rudolf van Habsburg. Hiermee wordt Augsburg een rijksstad. In 1316 geeft keizer Lodewijk de Beier de garantie dat het rijk de stad nooit zal verpanden of verkopen. Hiermee is Augsburg definitief een rijksstad en heeft de bisschop alle invloed verloren.
Vanwege de strategische ligging aan handelsroutes naar Italië wordt het al snel een belangrijk handelscentrum. Er worden grote hoeveelheden geweven goederen (laken en textiel) gemaakt en het is de bakermat van het bankiersimperium Fugger. De Fuggerei, een deel van de stad gewijd aan het huisvesten van behoeftige burgers uit Augsburg, wordt gebouwd in 1516 door Jakob Fugger de Rijke en is tegenwoordig nog steeds in gebruik. Het is de oudste sociale volkshuisvesting ter wereld.
Na het verblijf van Luther binnen de stad in 1518 komt er een reformatorische beweging op gang, maar pas in 1534 wordt de reformatie volledig ingevoerd. Na 1580 komt er een sterke contrareformatorische beweging op gang. Na de Westfaalse Vrede van 1648 is Augsburg een biconfessionele stad.
Bij de Reichsdeputationshauptschluss (paragraaf 27) van 25 februari 1803 is Augsburg een van de weinige (zes) rijkssteden die zijn zelfstandigheid behoudt. De stad mag alle geestelijke goederen binnen zijn gebied, zowel binnen als buiten de muren in bezit nemen. Dit was zonder de abdij Sankt Ulrich und Afra die aan het keurvorstendom Beieren kwam.
Na de Oostenrijkse nederlaag tegen Frankrijk verliest Augsburg zijn onafhankelijkheid in de vrede van Presburg (26 december 1805). In artikel 13 wordt de inlijving bij het nieuwe koninkrijk Beieren geregeld, die vervolgens in 1806 plaatsvindt.